# Jacques Pollet
Jacques Pollet (Roubaix, 2 juli 1922 – Parijs, 16 augustus 1997) was een Formule 1-coureur uit Frankrijk. Hij nam tussen 1954 en 1955 deel aan 5 Grands Prix voor het team Gordini, maar scoorde hierin geen punten.